# EMO Hannover

Das Logo der Messe

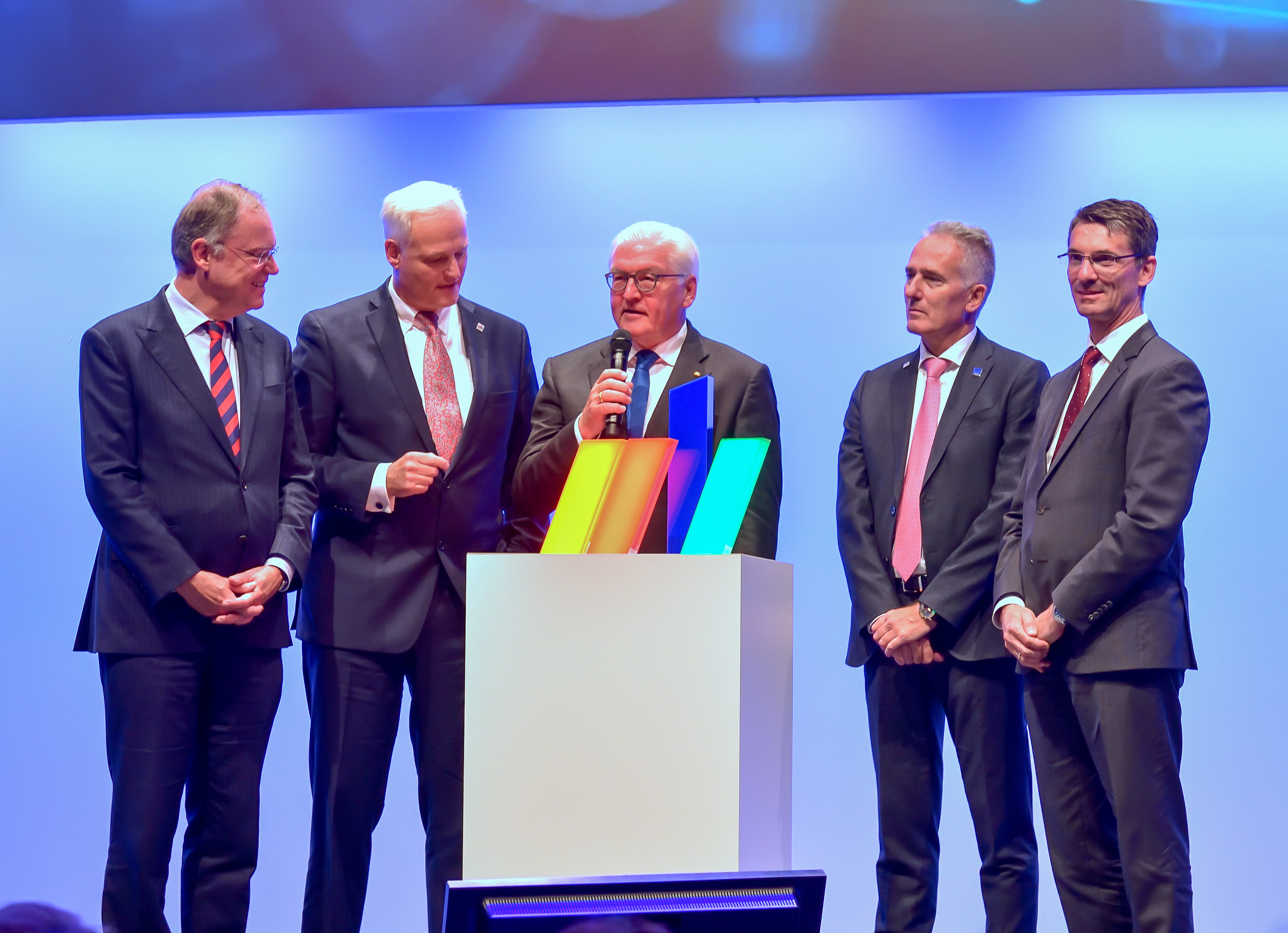
Offizielle Eröffnung der EMO Hannover 2017 durch den Bundespräsidenten Frank-Walter Steinmeier (Mitte)

Die Exposition Mondiale de la Machine Outil oder kurz EMO (deutsch: Werkzeugmaschinen-Weltausstellung) ist die weltweit größte Messe für Metallbearbeitung. Sie findet aktuell alle zwei Jahre im Zyklus „Hannover – Hannover – Mailand“ statt. Mit dem Messegelände Hannover steht der EMO das größte Messeareal der Welt zur Verfügung.

## Konzept

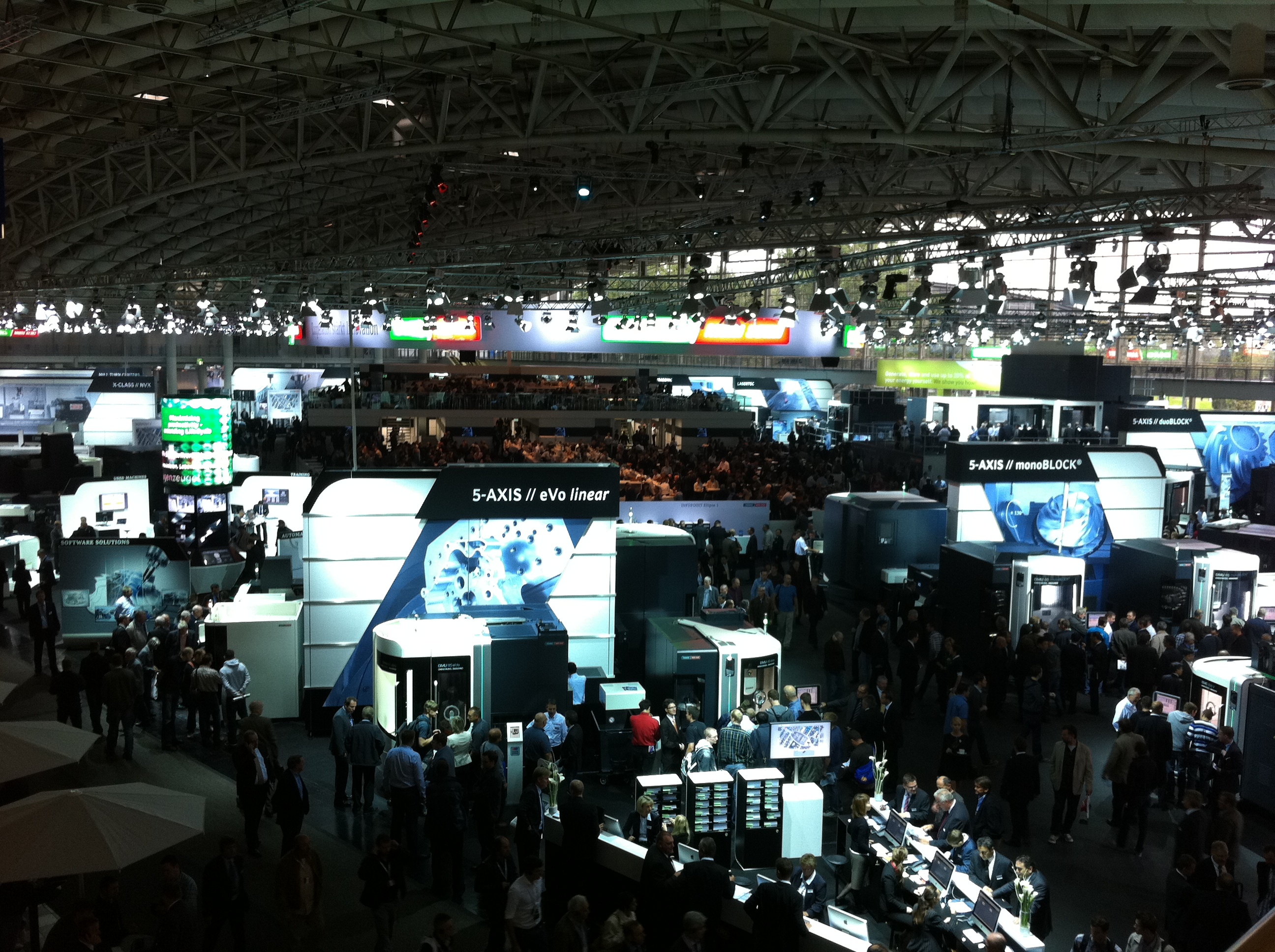
Die Halle 2 während der EMO Hannover 2011

Die Messe bietet das gesamte Spektrum der Metallbearbeitungstechnik, wie spanende, zerteilende, abtragende und umformende Werkzeugmaschinen, Fertigungssysteme, Präzisionswerkzeuge, automatisierter Materialfluss, Computertechnologie, Industrieelektronik und Zubehör.
Auf der Website des Veranstalters heißt es: „Als Leitmesse für die Metallbearbeitung ist die EMO unübertroffen in der Breite und Tiefe des Angebots. Es erstreckt sich über alle Produktionsbereiche von der Werkzeugmaschine über Präzisionswerkzeuge bis hin zur Verkettungseinrichtungen und Industrieelektronik.“
Mit der organisatorischen Durchführung der EMO Hannover ist der Verein Deutscher Werkzeugmaschinenfabriken (VDW), der seit 1920 Fachmessen durchführt, beauftragt. Die EMO wird auf Initiative und unter der Schirmherrschaft des europäischen Komitees für die Zusammenarbeit der Werkzeugmaschinenindustrien (CECIMO) veranstaltet. Der VDW veranstaltet die EMO zweimal in Folge in den „ungeraden“ Jahren in Hannover. Alle sechs Jahre richtet der italienische Werkzeugmaschinenverband UCIMU die EMO in Mailand aus. Der Zyklus „Hannover – Hannover – Mailand“ ist bis 2015 festgelegt.

## Geschichte

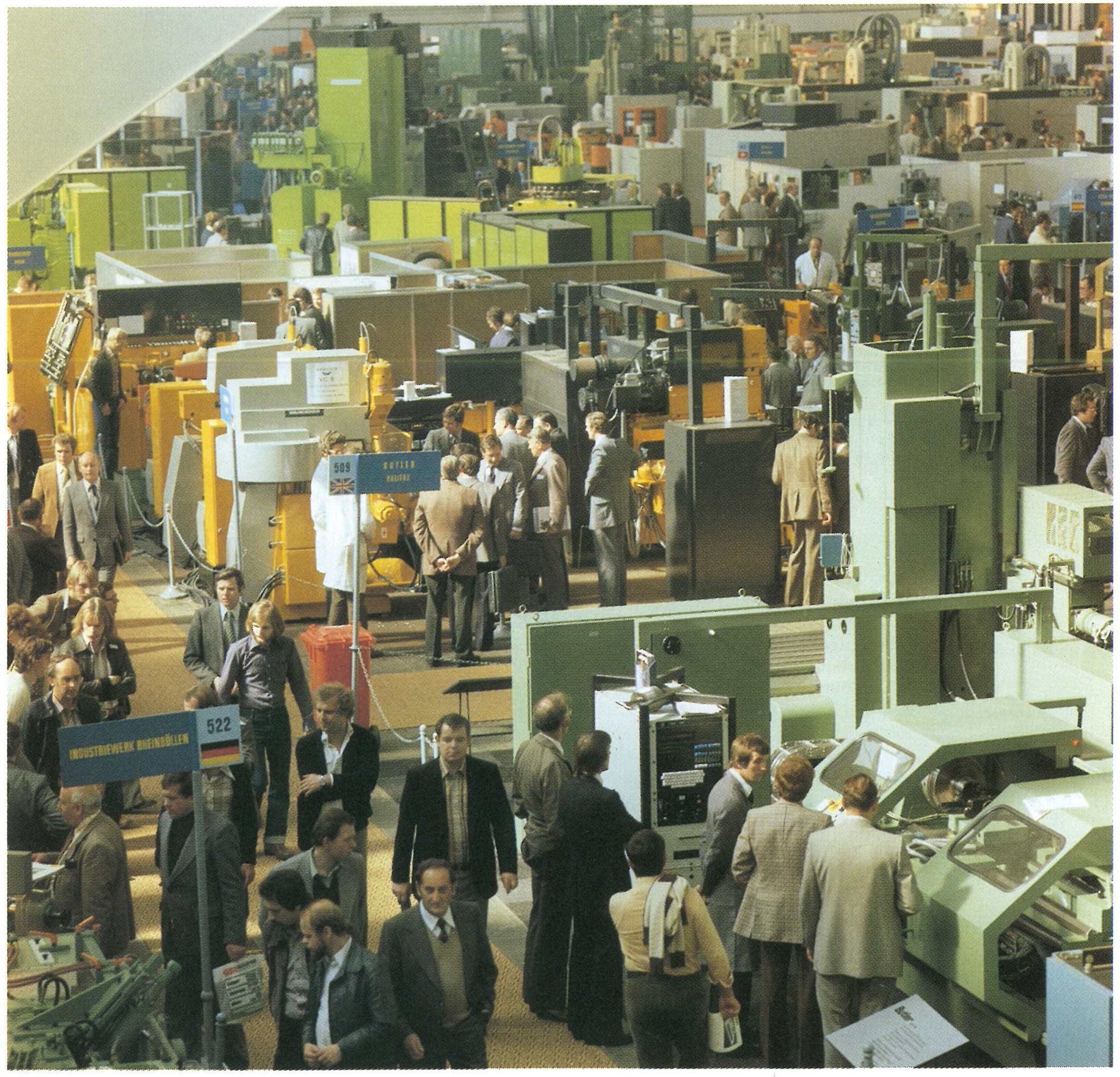
Blick in eine der Ausstellungshallen auf der EMO Hannover 1977

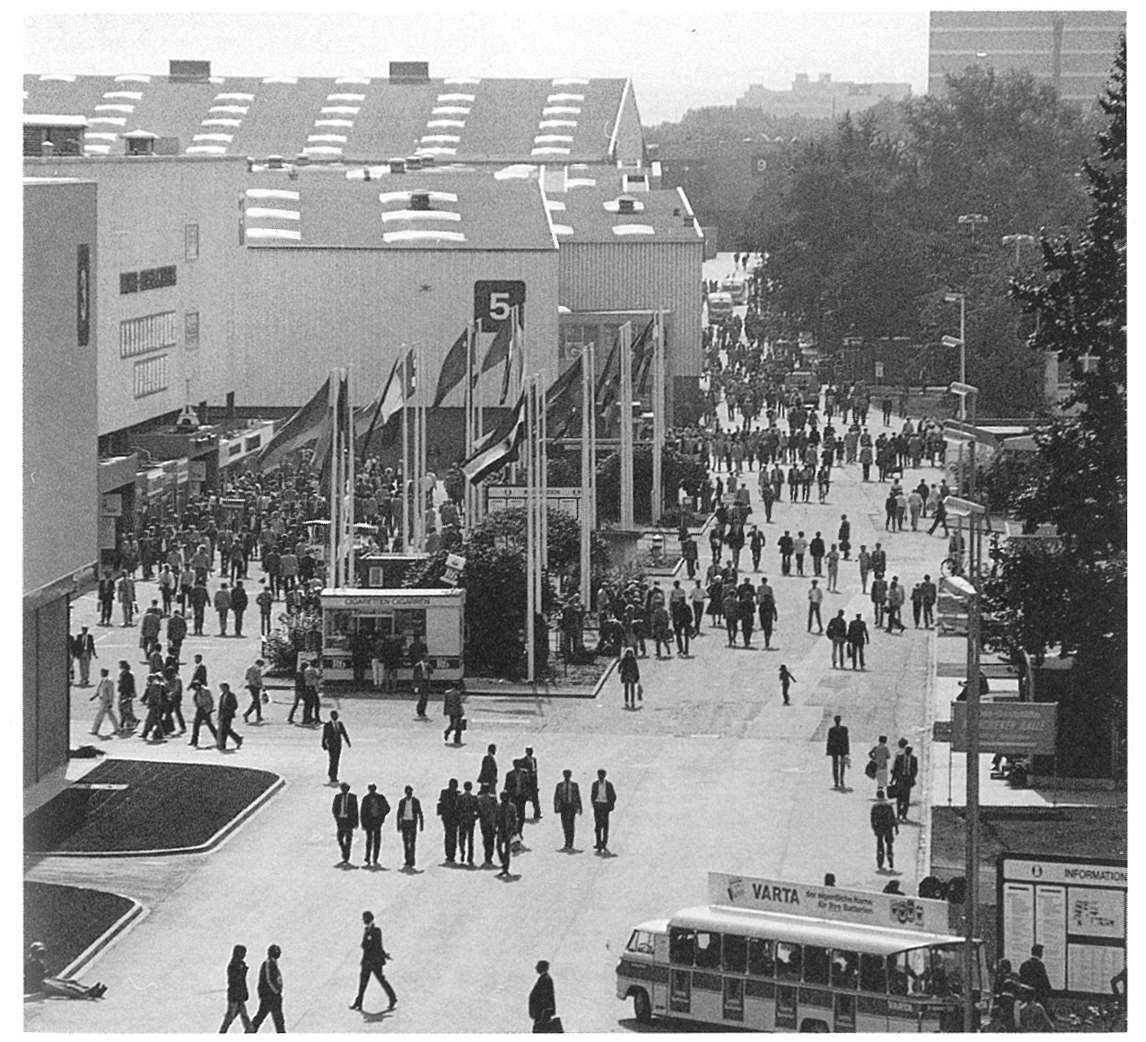
Das Hannoveraner Messegelände während der EMO 1981

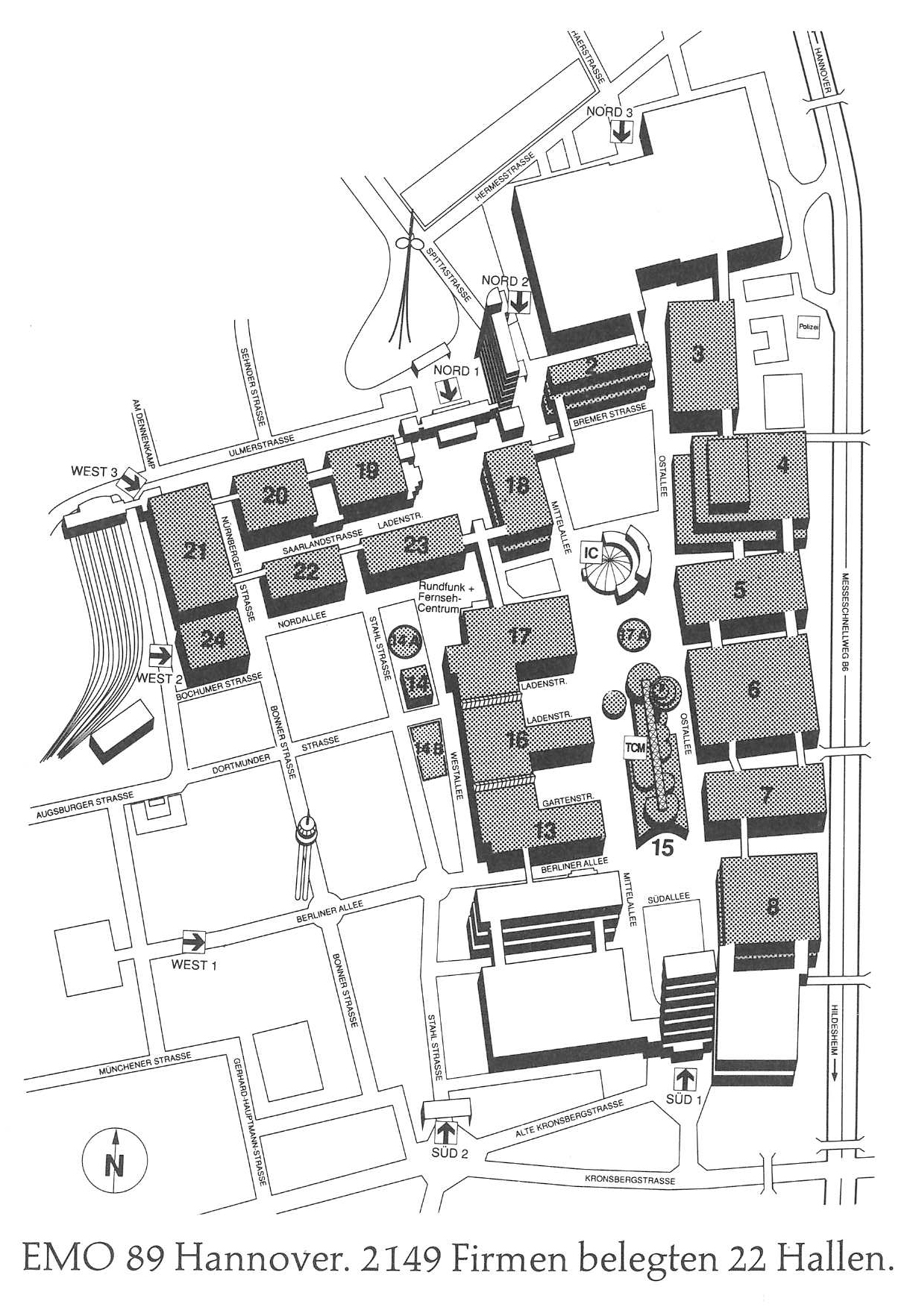
Plan des Messegeländes in Hannover während der EMO 89

Die erste EMO fand 1975 in Paris statt. Damals teilten sich 1.369 Aussteller aus der ganzen Welt rund 94.000 m² Nettoausstellungsfläche. Die ursprüngliche Reihenfolge der Veranstaltungsorte war „Paris – Hannover – Mailand – Hannover“. Seit 2005 findet die EMO im Zyklus „Hannover – Hannover – Mailand“ statt.
Die erste EMO in Hannover 1977 konnte bei den Ausstellern (1.619) und der Ausstellungsfläche (116.675 m²) gegenüber der Erstveranstaltung in Paris deutlich zulegen. Die zweite EMO Hannover übertraf 1981 das Ergebnis erneut deutlich, 1.845 Aussteller belegten 140.558 m². Die zunehmende Internationalisierung ließ aus der zunächst stark europäisch geprägten Messe eine Weltausstellung werden. 234 Firmen aus 21 Ländern außerhalb Westeuropas waren 1981 in Hannover vertreten.
Die EMO 1985 in Hannover war auch erneut ein Erfolg. Die Ausstellungsfläche vergrößerte sich auf über 158.000 m². Die Veranstaltungen 1985 und 1989 machten den technischen Wandel in der Metallbearbeitung deutlich. Die Anzahl der ausgestellten Fertigungszellen und der werkstattprogrammierbaren Maschinen nahm deutlich zu – CAD/CAM und Sensor- und Diagnosetechnik waren die Schlagworte dieser Zeit.
1989 stieß das größte Ausstellungsgelände der Welt in Hannover an seine Kapazitätsgrenzen. An der EMO 1989 nahmen 2.149 Aussteller teil und belegten damit 187.000 m² Ausstellungsfläche.

### EMO Hannover 2011
Die EMO Hannover 2011 fand vom 19. bis zum 24. September 2011 auf dem Messegelände in Hannover statt. An den sechs Tagen präsentierten 2.037 Aussteller aus 41 Ländern auf 176.435 m² unter dem Motto „Werkzeugmaschinen und mehr“ ihre neuesten Maschinen, Lösungen und Dienstleistungen rund um die Metallbearbeitung. Insgesamt kamen 138.651 Besucher aus über 100 Ländern zur EMO 2011. 36 Prozent von ihnen kamen aus dem Ausland.

### EMO Hannover 2013
Die EMO Hannover 2013 fand vom 16. bis 21. September 2013 statt. Unter dem Motto „Intelligence in Production“ präsentierten mehr als 2100 Werkzeug- und Werkzeugmaschinenhersteller aus 43 Ländern Lösungen für die Herausforderungen einer globalisierten Industrie des 21. Jahrhunderts. Außerdem fanden Rahmenveranstaltungen während der Messelaufzeit zu folgenden Themen statt:
- EMO-Kongress „Intelligenter produzieren“
- Sonderstand „Blue Competence“ (Nachhaltigkeit in der Produktion)
- EMO-Konferenz „Neue Fertigungstechnologien in der Luft- und Raumfahrt“
- Sonderschau „Innovationen gestern – heute – morgen: wirtschaftliche Prozesslösungen für Qualitätsbauteile“
- EMO-Fokus Indien
- Sonderschau Jugend „Maschinenbauer – Job mit Power“

Es kamen knapp 145.000 Besucher, 34 Prozent von ihnen aus dem Ausland.

### EMO Hannover 2017
Die EMO fand vom 18. bis 23. September 2017 im Zeichen von Industrie 4.0 unter dem Motto „Connecting systems for intelligent production“ statt. 2.226 Aussteller aus 44 Ländern präsentierten ihre Produkte auf 181.768 m² Ausstellungsfläche. Es kamen etwa 129.000 Besucher, davon 48 Prozent aus dem Ausland.

### EMO Hannover 2019

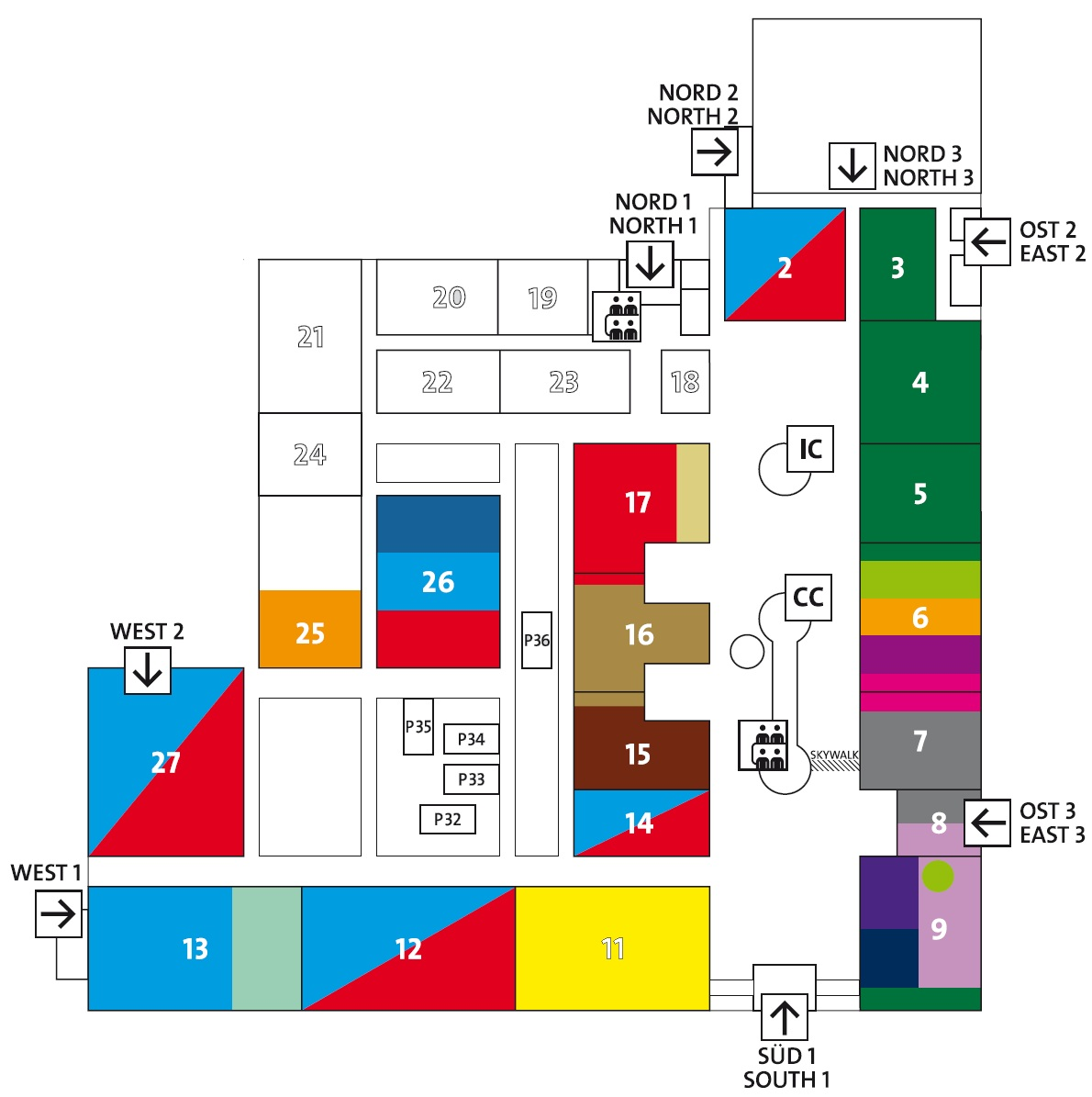
Hallenplan 2019

Die EMO fand vom 16. bis 21. September 2019 unter dem Motto „Smart technologies driving tomorrow’s production!“ statt. Zukunftsweisende Themen waren erste Künstliche-Intelligenz-Anwendungen, sowie additive Fertigung, Industrielles Internet der Dinge (IIoT) und umati, der neue Standard einer Schnittstelle zwischen Werkzeugmaschine und übergeordneter Datenverarbeitung.
Es kamen etwa 117.000 Besucher, davon 62 Prozent aus dem Ausland.
Die nächste EMO (in Hannover) findet vom 18. bis 23. September 2023 statt.